# Cylindrotrichum oligospermum
Cylindrotrichum oligospermum är en svampart som först beskrevs av August Karl Joseph Corda, och fick sitt nu gällande namn av Hermann Friedrich Bonorden 1851. Cylindrotrichum oligospermum ingår i släktet Cylindrotrichum och familjen Chaetosphaeriaceae.   Inga underarter finns listade i Catalogue of Life.